# نواف بن طلال الرشيد
نواف بن طلال الرشيد (ولد في 8 تشرين الأول / أكتوبر 1989) هو شاعر سعودي قطري مزدوج الجنسية، وأحد أفراد أسرة آل رشيد. اعتُقل في دولة الكويت بتاريخ 12 أيار / مايو 2018، ورحل إلى المملكة العربية السعودية حيث احتُجز حتى الأول من نيسان / أبريل 2019، حين أُفرج عنه.

## السيرة
والده هو طلال بن عبدالعزيز، وكان شاعرًا وحفيدًا لـ سعود بن عبدالعزيز آل رشيد، حاكم حائل في مطلع القرن العشرين. توفي طلال بن عبدالعزيز في الجزائر عام 2003 أثناء رحلة تخييم، وكان نواف حينها برفقته. والدته قطرية، وبعد وفاة والده استقر نواف في الدوحة، حيث حصل على الجنسية القطرية. يُعد نواف بن طلال الرشيد من أقارب مضاوي الرشيد، الباحثة البريطانية المعروفة، من جهة بعيدة.

## إعتقال
في الثاني عشر من أيار / مايو 2018، وأثناء زيارته لدولة الكويت، تم اعتقال نواف، وكان يبلغ من العمر حينها تسعة وعشرين عامًا، على يد جهاز أمن الدولة الكويتي، وتم ترحيله إلى المملكة العربية السعودية بطلب من السلطات السعودية. كان نواف قد تلقى دعوة من الشاعر الكويتي عبدالكريم الجباري، وهو أحد أفراد قبيلة شمر التي ينتمي إليها آل رشيد، للمشاركة في فعالية شعرية أقيمت تكريمًا له.
اعتبرت منظمة هيومن رايتس ووتش عملية اعتقاله وترحيله مثالًا إضافيًّا على انتهاكات حقوق الإنسان المرتكبة من قِبل ولي العهد السعودي محمد بن سلمان. قبل ترحيله، كان نواف طالبًا في جامعة قطر. وفي أواخر شهر آذار / مارس 2019، أفرجت السلطات السعودية عن نواف بن طلال الرشيد بعد احتجازه تعسفيًّا لمدة عشرة أشهر.